# MGM-29 Sergeant
MGM-29 Sergeant – amerykański taktyczny pocisk balistyczny pola walki (BSRBM), na mobilnej platformie samochodowej. Sergeant był systemem mogącym przenosić zarówno taktyczną głowicę jądrową W52 60 kT o niewielkim polu rażenia, jak też konwencjonalną głowicę odłamkową.